# The Batman Adventures
The Batman Adventures désigne cinq séries de comic books publiées par DC Comics entre 1992 et 2004. Elles reprennent l'univers et le style des séries télévisées d'animation Batman (Batman: The Animated Series) de 1992-1995 et Batman (The New Batman Adventures) de 1997-1998. 

## The Batman Adventures(vol. 1, 1992–1995)
- The Batman Adventures, 39 numéros (dont 3 spéciaux) et 2 annuals, 1992-1995.

Basée sur Batman: The Animated Series, la première série se compose de 36 numéros, 2 annuals et 3 specials (Mad Love et Holiday Special, qui ont été adaptés dans les épisodes de The New Batman Adventures, ainsi que l'adaptation du film Batman contre le fantôme masqué). Le premier annual introduit Roxy Rocket, qui apparaîtra plus tard dans l'épisode « The Ultimate Thrill » de The New Batman Adventures ainsi que l'épisode « Knight Time » de Superman, l'Ange de Metropolis. La plupart des numéros ont été écrits par Kelley Puckett, et illustrés par Mike Parobeck et Rick Burchett, bien que Ty Templeton ai également écrit et dessiné quelques numéros. Mad Love a été écrit par Paul Dini et illustré par Bruce Timm, tandis que le holiday special a été écrit et dessiné par toute une équipe ayant travaillé sur la série animée, incluant Paul Dini, Bruce Timm, Glen Murakami, Dan Riba et Kevin Altieri.

## The Batman and Robin Adventures(1995–1997)
- The Batman and Robin Adventures, 27 numéros (dont 2 spéciaux) et 2 annuals, 1995-1997.

À la suite du changement de nom de la série animée, devenue The Adventures of Batman and Robin, la série de comics est également relancée. Elle se compose de 25 numéros et deux annuals, ainsi que de deux specials (une adaptation du film Batman et Mr. Freeze : Subzero ; et Dark Claw Adventures, un Amalgam comics présentant un hybride Batman-Wolverine). Ty Templeton était le scénariste principal, avec Rick Burchett aux dessins. Cependant, d'après le coloriste Rick Taylor, la série fut annulée avant que toutes les histoires prévues ai été publiées. Certaines incluaient un travail d'équipe entre Batgirl et Robin, Batman qui expliquait à une veuve dans la peine la futilité de la vengeance et la première apparition d'Anarky.

## The Batman Adventures: The Lost Years(1998)
- The Batman Adventures: The Lost Years, mini-série en 5 épisodes, 1998.

Peu de temps après que The New Batman Adventures commence à être diffusée sur la chaîne Kids WB!, DC Comics publie une mini-série en cinq numéros, intitulée The Batman Adventures: The Lost Years. Cette série relie la fin de Batman: The Animated Series au début de la nouvelle série animée. De plus, les deux premiers numéros furent adaptés dans l'épisode « Old Wounds », et le no 4 et la fin du no 5 furent adaptés dans l'épisode « Sins of the Father ».

## Batman: Gotham Adventures(1998–2003)
- Batman: Gotham Adventures, 60 numéros, 1998-2003.

Une nouvelle série basée sur The New Batman Adventures et intitulée Batman: Gotham Adventures, dura 60 numéros. Elle fut la plus longue série liée à The Batman Adventures. Les premiers numéros furent écrit par Ty Templeton et dessiné par Rick Burchett, tandis que l'équipe de Scott Peterson, Tim Levins et Terry Beatty firent la plupart des derniers numéros. Batgirl et Nightwing apparaissent dans les derniers numéros.
La série reçue de nombreuses critiques positives et fut félicitée pour son niveau de caractérisation.

## Batman Adventures(vol. 2, 2003–2004)
- Batman Adventures, 17 numéros.

En 2003, DC Comics lance Batman Adventures, peu de temps après l'annulation de Batman: Gotham Adventures. Le premier numéro fut rendu disponible via les achats réguliers et le Free Comic Book Day (3 mai 2003). Elle dura 17 numéros avant d'être annulée pour faire la place à The Batman Strikes!, un nouveau titre basé sur la nouvelle série animée, sans rapport avec celle de 1992, The Batman. Chaque numéro a deux histoires, une de Dan Slott et Ty Templeton, tandis que l'autre était de Ty Templeton et Rick Burchett.
Le no 15, qui fut écrit par Jason Hall, comble le trou entre les apparitions de Mr. Freeze dans Batman: The Animated Series et Batman Beyond. Le no 17 met fin à la série avec Batman confrontant Joe Chill, l'homme qui a assassiné ses parents, bien qu'il soit inconscient de la véritable identité de Chill.

## Prix et récompenses
- 1996 : Prix Eisner du meilleur titre pour jeunes lecteurs pour The Batman & Robin Adventures, de Paul Dini, Ty Templeton et Rick Burchett[2].
- 1998 : Prix Eisner de la meilleure publication de bande dessinée jeune public pour The Batman & Robin Adventures, de Ty Templeton, Brandon Kruse et Rick Burchett[3].
- 1999 : Prix Eisner du meilleur titre jeune public pour Batman: Gotham Adventures, de Ty Templeton, Rick Burchett et Terry Beatty[4].
- 2004 : Prix Eisner du meilleur recueil pour Dangerous Dames et Demons[5].

## Publications
En France, la première série a été éditée une première fois, de façon partielle, par les éditions USA, entre 1995 et 1998, sous le titre Batman :
- Double défi : contient Batman Adventures vol.1 no 1+2
- Panique : contient Batman Adventures vol.1 no 4+5
- Y’a pas de lézard, 1995 : contient Batman Adventures vol.1 no 7+11
- Baston à Gotham, 1995 : contient Batman Adventures vol.1 no 8+9
- Paris brûle-t-il ?, 1995 : contient Batman Adventures vol.1 no 13+29
- La Nuit est à moi !, 1996 : contient Batman Adventures vol.1 no 28
- Pas de quoi rire !, 1996 : contient Batman Adventures vol.1 no 33 + annual 1
- ...et Robin !, 1997 : contient Batman & Robin Adventures no 5+11
- Drôles d’oiseaux !, 1997 : contient Batman & Robin Adventures no 16+4
- Ça déménage !, 1998 : contient Batman & Robin Adventures no 19+20
- Batgirl, 1998 : contient Batman & Robin Adventures no 17+21
- Poison et larmes, 1998 : contient Batman & Robin Adventures no 23+24
- Treize, 1998 : contient Batman & Robin Adventures no 12+13

À partir de 2015, les séries ressortent sous forme d'intégrales chez Urban Comics.
- Batman Aventures (The Batman Adventures)
  - Tome 1 : contient The Batman Adventures vol.1 no 1-10, 2016  (ISBN 978-2-3657-7848-0)
  - Tome 2 : contient The Batman Adventures vol.1 no 11-20, 2016  (ISBN 978-2-3657-7913-5)
  - Tome 3 : contient The Batman Adventures vol.1 no 21-27 + Annual 1, 2017  (ISBN 979-1-0268-1109-1)
  - Tome 4 : contient The Batman Adventures vol.1 no 28-36 + Annual 2 + Holiday Special, 2017  (ISBN 979-1-0268-1109-1)

- Mad Love (The Batman Adventures - Mad Love)
  - Première édition en 2015  (ISBN 978-2365778084)
  - Réédité en 2017 avec le DVD du film Batman & Harley Quinn  (ISBN 979-1026813392)

- Batman et Robin Aventures (The Batman and Robin Adventures).
  - Tome 1 : contient The Batman and Robin Adventures no 1-10, 2018  (ISBN 979-1-0268-1401-6)
  - Tome 2 : contient The Batman and Robin Adventures no 11-18 + Annual 1, 2018  (ISBN 979-1-0268-1402-3)
  - Tome 3 : contient The Batman and Robin Adventures no 19-25 + Annual 2, 2018  (ISBN 979-1-0268-1815-1)

- Batman : Les Nouvelles Aventures (The Batman Adventures vol.2)
  - Tome 1 : contient The Batman Adventures vol.2 no 1-9, 2015  (ISBN 978-2-3657-7627-1)
  - Tome 2 : contient The Batman Adventures vol.2 no 10-17, 2015  (ISBN 978-2-3657-7707-0)

- Batman Gotham Aventures (Batman Gotham Adventures)
  - Tome 1 : contient Batman Adventures: The Lost Years no 1-5 + Gotham Adventures no 1-5, 2019  (ISBN 979-1-0268-1509-9)
  - Tome 2 : contient Gotham Adventures no 6-16, 2019  (ISBN 979-1-0268-2032-1)
  - Tome 3 : contient Gotham Adventures no 17-27, 2021  (ISBN 979-1026815693)